# Ján Karlovský
Ján Karlovský (16. února 1721 Bystrička – 20. října 1794 Prešov) byl slovenský filosof, představitel osvícenské filozofie. Je znám též jako učitel na gymnáziu v Bratislavě, stal se rektorem na kežmarském lyceu a evangelického kolegia v Prešově (1770). Coby filozof podal v slovenských podmínkách nejsystematičtější výklad předkantovské metafyziky, hlásil se k metafyzicko-racionalistickému chápaní filozofie.